# Lilian Sjölund
Lilian Sjölund, född 19 april 1961 i Ludvika, är en svensk journalist och politisk redaktör (lib).  

## Biografi
Lilian Sjölund har en fil.kand.-examen från Uppsala Universitet i svenska, historia och statskunskap (1982–1985). Hon arbetade som nyhetsreporter, nyhetschef och redaktionschef på Gefle Dagblad mellan 1985 och 2011. Sedan 2011 är hon anställd som politisk redaktör och ledarskribent på Ljusnan, Söderhamns-Kuriren och Ljusdals-Posten som ingår i Bonnier News Local. 
2017 gav hon ut debattboken Hatad genom tidskriften Journalisten. Boken fungerade bland annat som bakgrund till Diakonias dokumentära teaterföreställning, Mod och Motstånd.
2018 släpptes reportageboken Kvinnorna i Hälsingland, som består av 23 berättelser om kvinnor som gör skillnad. Medförfattare är Malena Hilding och fotograf Henrik Nyblad.
2020 gav hon tillsammans med Malena Hilding och Henrik Nyblad (foto) ut reportageboken Här bor jag. Bokförlaget K&R.
2023 utsågs hon till Årets antirasist av nätverket Hudik för alla.
Mamma, min syster och jag? släpptes i augusti 2021 och är en självbiografisk berättelse om hem och hemlängtan, finlandssvenska rötter och strävsamma kvinnor. Alzheimers sjukdom är en av de röda trådarna.
2024 tilldelades hon Jolopriset av Jolosällskapet.

## Stipendier och utmärkelser
- 2011: Klara Lindh-stipendiet för det journalistiska reportageresan "Valspanarna" i Gefle Dagblad inför valrörelsen 2010.[5]
- 2016: Hummerkniven (Aftonbladet)[6]
- 2018: Region Gävleborgs kulturstipendium.[7]
- 2018: Gävle kommuns kulturstipendium.[8]
- 2018: Bollnäs kommuns kulturpris.[9]
- 2024: Jolopriset [10]